# Contest (saint)
Pour les articles homonymes, voir Saint-Contest.
Contest ou Contestus (mort en 513) est un ecclésiaste français, ermite aux environs de Bayeux et évêque de Bayeux. 
C'est un saint chrétien, vénéré sous le nom de saint Conteste, fêté le 19 janvier par les Églises catholiques et orthodoxes ,.

## Histoire et tradition
Selon l'abbé Elie, il était Bayeusain, et son ermitage était situé à Blay, près de Bayeux. 
Sa grande réputation de sainteté lui apportait de nombreuses visites de pèlerins qui venaient chercher auprès de lui le réconfort spirituel. 
Toutefois, les habitants réussirent à le faire nommer évêque de Bayeux à la succession de Saint Manvieu. Dans cette fonction, il lutta contre l'idôlatrie qui existait encore dans cette contrée, ainsi que contre les nobles qui en faisaient commerce.
On lui a attribué plusieurs miracles dont celui où, en route vers Sées, il fit jaillir de l'eau du sol à Athis-de-l'Orne pour désaltérer ses compagnons.
Il mourut en 513. D'abord inhumé dans l'église Saint-Exupére, il fut transféré en 1162 à l'abbatiale bénédictine de Fécamp. Ses reliques furent ensuite transportées à Argentan où elles échappèrent aux Huguenots en 1562. La translation de son fémur droit en l'église de Saint-Contest se fit en 1896 au cours d'une grande cérémonie.
Une commune de l'agglomération caennaise s'appelle Saint-Contest et une commune de Mayenne se nomme Contest.

## Sources
- Les saints normands - Manoelle Miquel-Regnauld - Éditions Charles Corlet - 2003 -  (ISBN 2-84706-017-0)